# Frații Advahov
Frații Advahov (en español: Hermanos Advahov) es un dúo formado por los músicos moldavos Vitalie Advahov (18 de enero de 1978) y Vasile Advahov (26 de abril de 1979), procedentes de Cahul. Su música es de estilo folclórico.
El 29 de enero de 2022, junto con Zdob și Zdub, fueron seleccionados por Teleradio Moldova para representar a Moldavia en el Festival de la Canción de Eurovisión 2022 en Turín con la canción Trenulețul.

## Carrera profesional
Vitalie y Vasile tocaban en una orquesta cuando aún estaban en la escuela y participaban en concursos de música. Después de la secundaria, los dos asistieron a la Academia de Música, Teatro y Bellas Artes de Chisináu y estudiaron acordeón y violín. Al terminar los estudios, al principio no sabían qué hacer y se reunieron con otros exalumnos para hacer música, lo que dio como resultado la "Orquesta Fraților Advahov" en 2003.
La orquesta ganó fama nacional y los dos hermanos recibieron el título "Maeștri în Artă" por parte del presidente Vladimir Voronin en 2007, seguido en 2016 por el presidente Nicolae Timofti con el premio "Ștefan cel Mare" en la categoría de Artista del Pueblo.

## Vida personal
Ambos están casados y tienen dos hijos cada uno.

## Discografía
- 2022 - Trenulețul

### Orquesta Fraților Advahov (selección)
- 2016 Acasa-I Rumania (junto con Laura Olteanu)